# 安凯汽车
安徽安凯汽车股份有限公司（英語：Anhui Ankai Automobile Co., Ltd.，简称安凯客车）是一家总部位于中国安徽省的汽车制造商，主营客车制造，也销售汽车零部件，其名称“安凯”源自“安徽凯斯鲍尔”的简称（凯斯鲍尔为德国一家客车制造商，1993年曾与安凯客车前身安徽淝河汽车制造厂进行技术合作）。
安凯客车的业务遍及全球，截至2016年已向美国、英国、澳大利亚、俄罗斯等50多个国家和地区出口客车。

## 历史

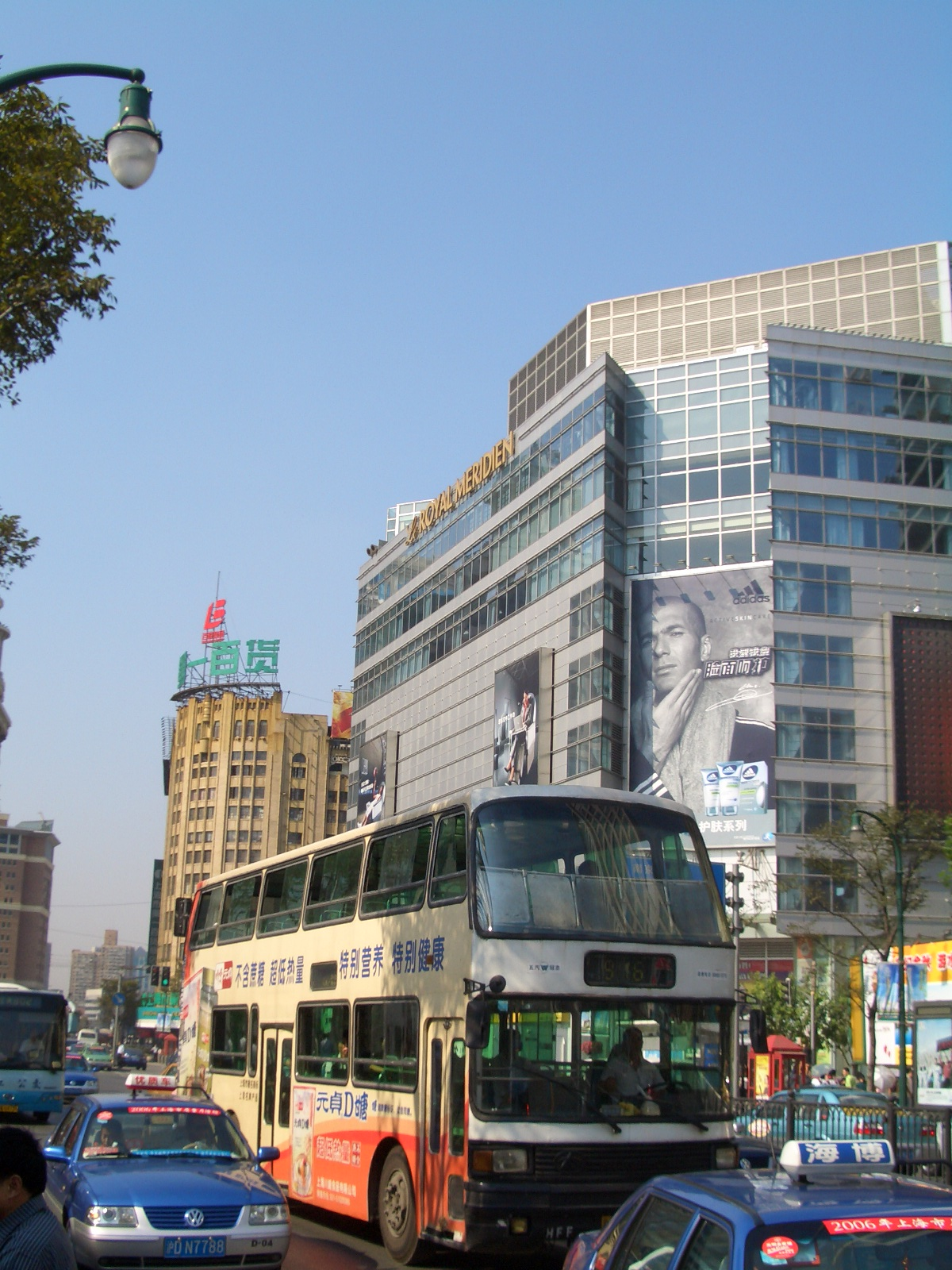
淝河引进赛特拉技术后生产的HFF6100SK02型客车

- 1966年，原安徽省第九劳改支队机械修配厂更名为合肥淝河汽车修配厂，初期只生产五种简单汽车配件[4]。
- 1970年，修配厂归属安徽生产建设兵团，成功试制出HF150货车。
- 1975年9月，公司更名为合肥淝河汽车制造厂，并改属安徽省汽车工业公司[5]，主要生产重型载货汽车[6]。
- 1981年，淝河汽车制造厂在HF150型载货汽车底盘的基础上改进设计出HF680型客车底盘[7]。

- 1987年，淝河汽车制造厂使用斯太尔91系列技术，试制出HFF682型客车底盘。此后该制造厂于1989年参与中国汽车工业总公司组织的客车专用底盘联合设计[8][9]，开始生产客车专用底盘，90年代初生产的HFF6120D07[10]等底盘型号更使淝河成为当时中国大多数国产双层公共汽车的底盘提供者[11]。
- 1991年12月，蚌埠专用汽车制造厂成功研制基于HFF6120D07型底盘的“鲸牌”HFF6120KS型双层客车，蚌埠专用汽车制造厂1993年8月4日挂牌为淝河汽车厂蚌埠客车分厂，专门生产由淝河汽车厂提供底盘的鲸牌客车，其中包括前述HFF6120KS型[12]，该型号量产后行销至上海、汕头、大连等地[13]。
- 1993年，淝河汽车制造厂与德国凯斯鲍尔公司签署为期10年的技术合作协议，引进赛特拉（英语：Setra）全承载客车技术，并制造出全国首辆全承载豪华大客车S215HD型，并首次使用名称“安徽凯斯鲍尔”。
- 1997年，安徽安凯汽车股份有限公司正式成立，并在深圳证券交易所挂牌上市（股票代码000868）[2]。
- 2001年10月，安凯与赛特拉签订第二轮技术合作协议，引进赛特拉S315型[14]。
- 2002年，安凯开始将从赛特拉引进的客车全承载技术用于城市客车，是为中国首次生产全承载城市客车（此前该技术多用于公路客车）[15][16]。2003年起，安凯客车开始研制纯电动客车[17]。
- 2007年，安凯客车制造的首批6辆12米纯电动客车开始在2008年北京奥运会作为奥运村指定车辆[18]，此后安凯客车制造的纯电动客车开始于全国各地行驶。
- 2016年，安凯客车被指新能源车辆未装配电池便申报国家财政补助资金，该类行为被主管部门定义为“骗补”，安凯客车对此予以否认[19]。

## 图集

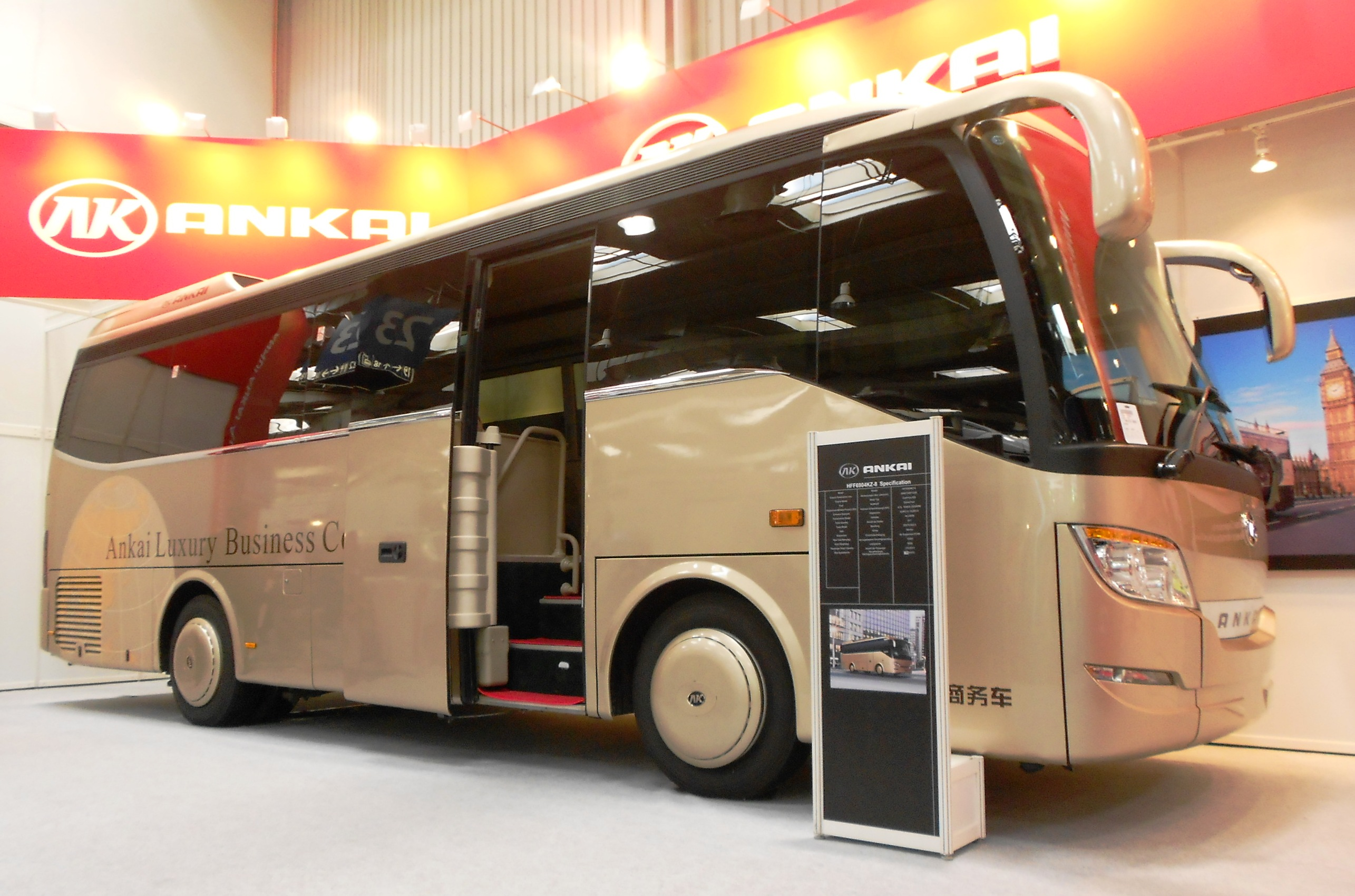
安凯HFF6904KZ8客车（摄于2012年法兰克福车展）
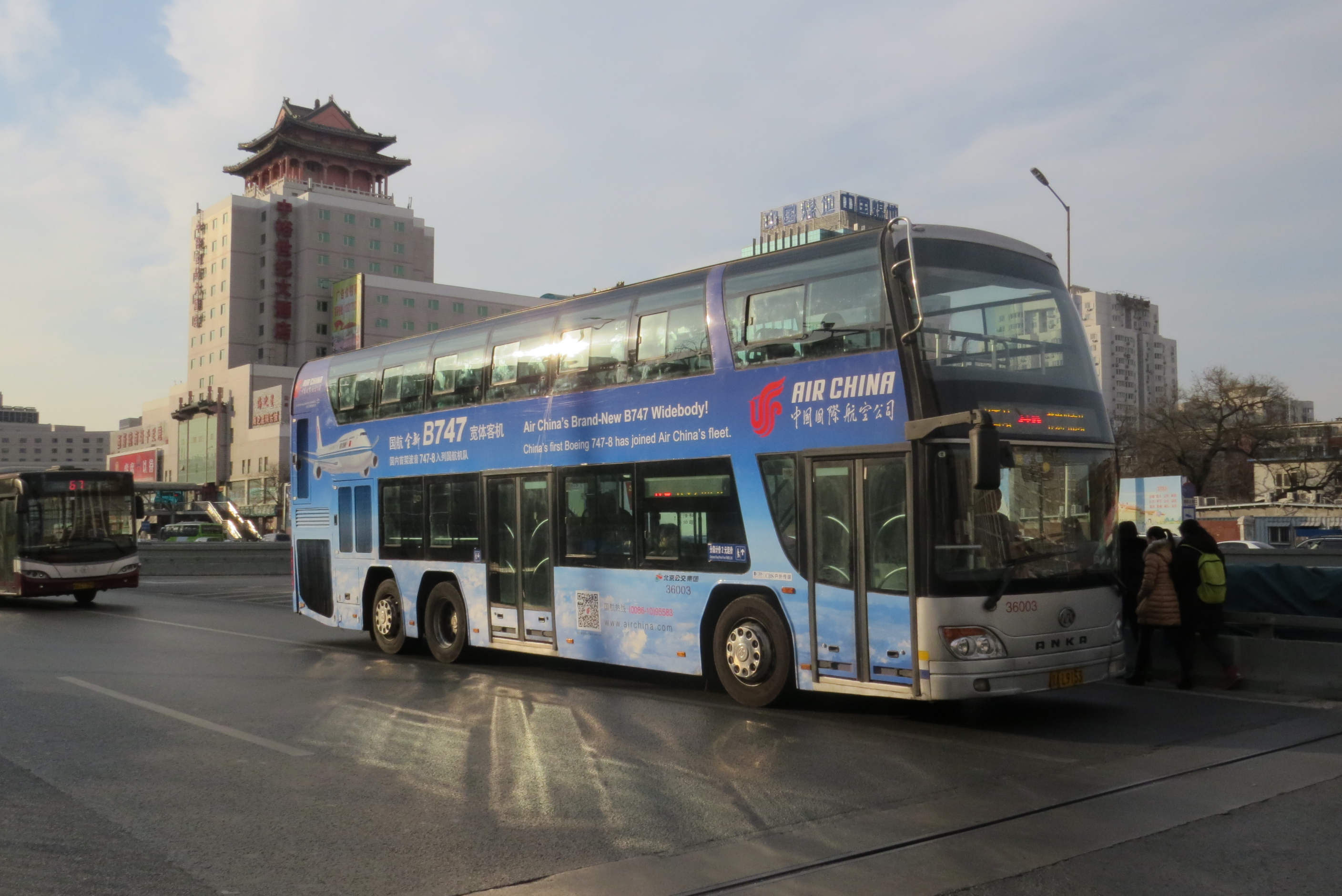
位于北京西站的安凯HFF6120GS01C公交车
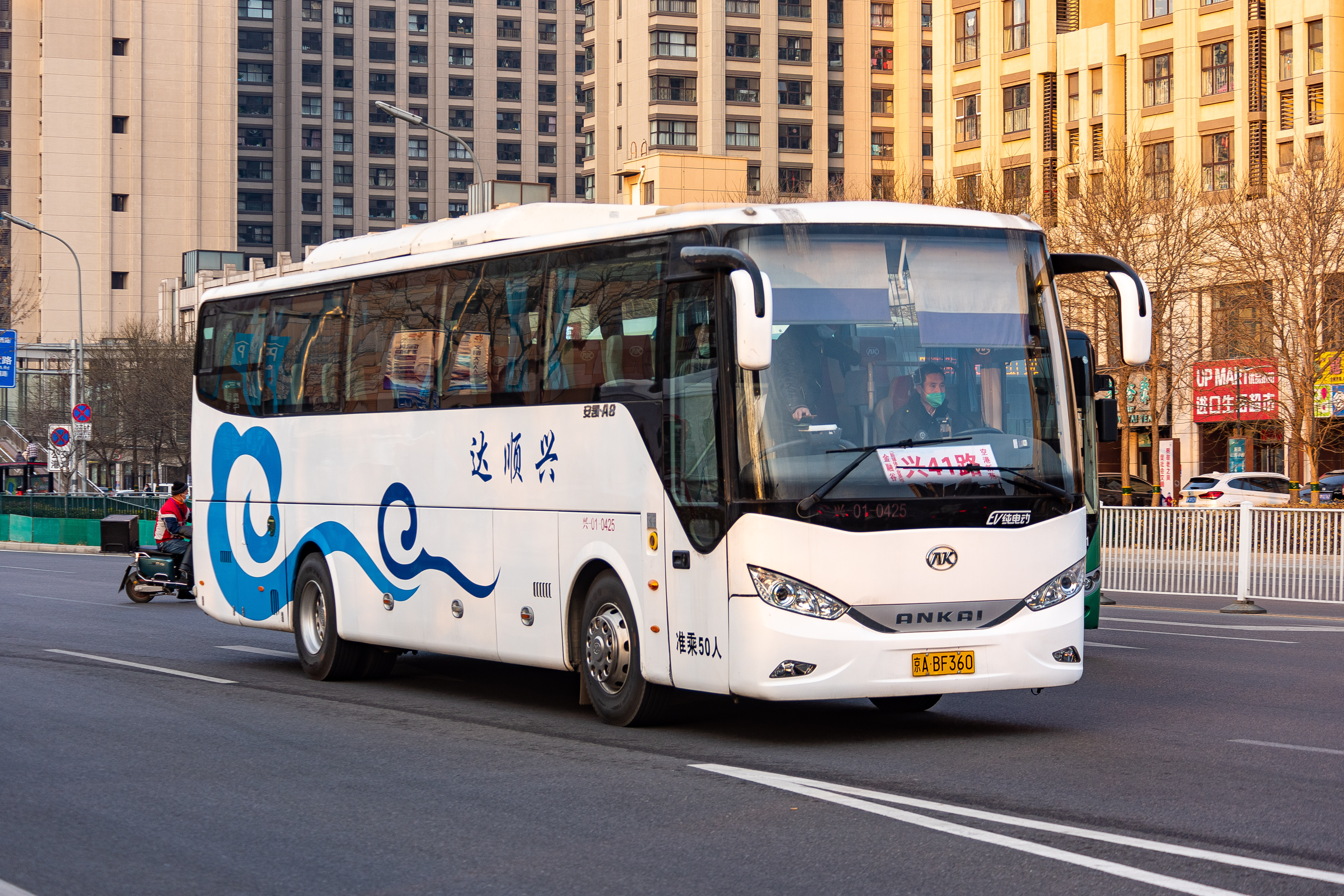
北京兴顺达运营的安凯A8系列纯电动客车
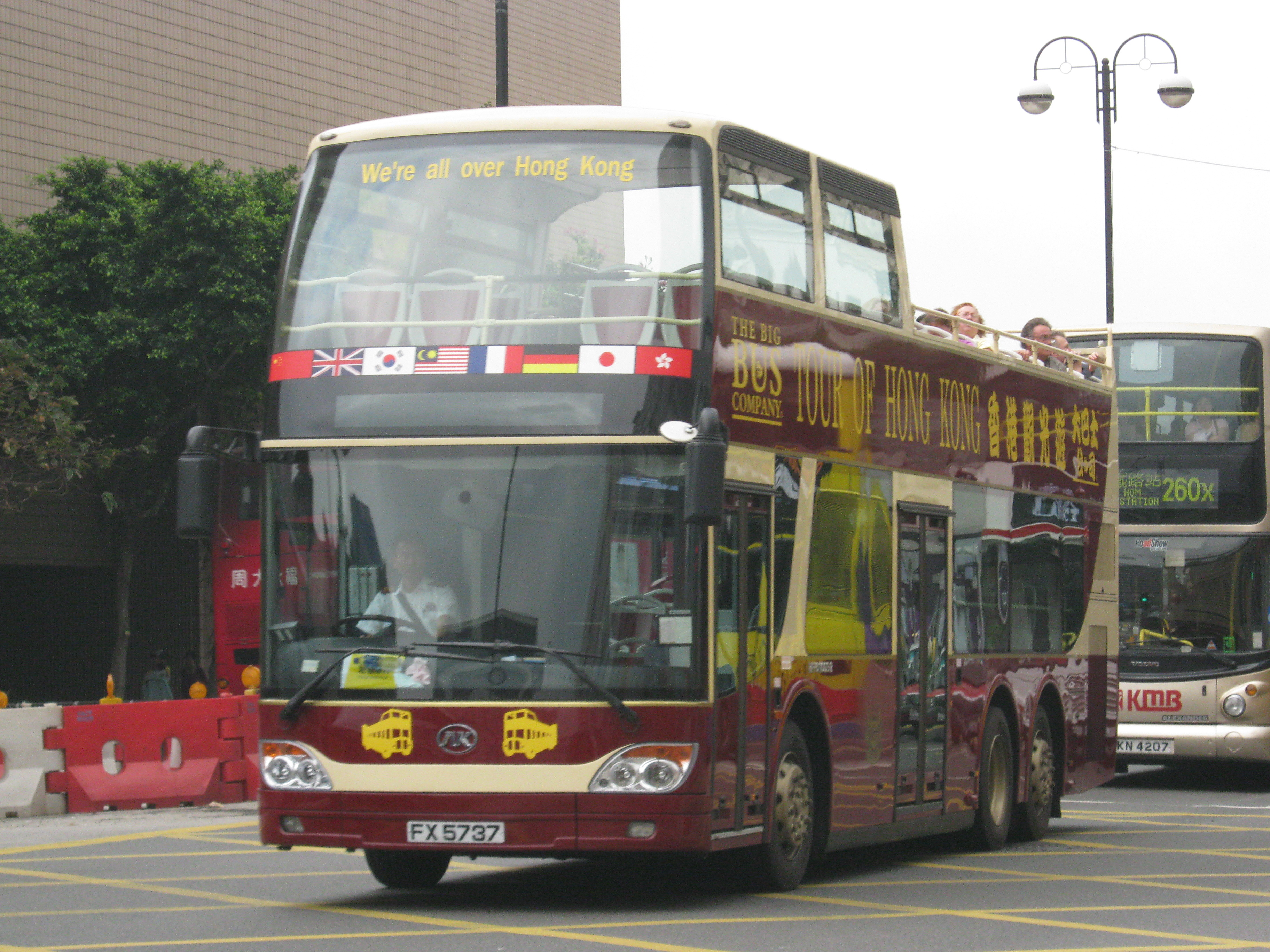
位于香港的安凯HFF6110GS-2开篷巴士（隶属大巴士公司）
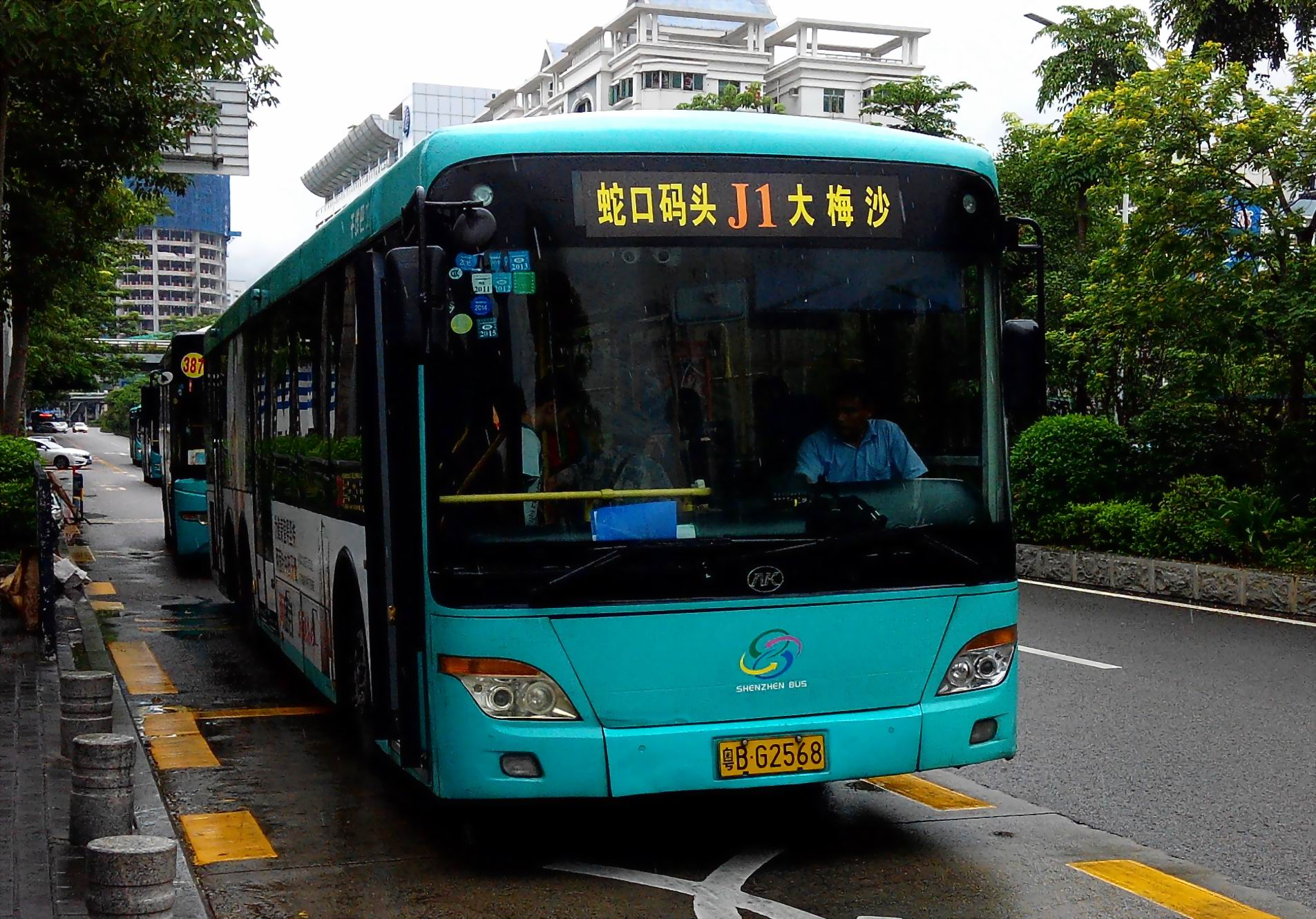
深圳巴士集团的安凯HFF6140G50D 14米三轴大容量巴士
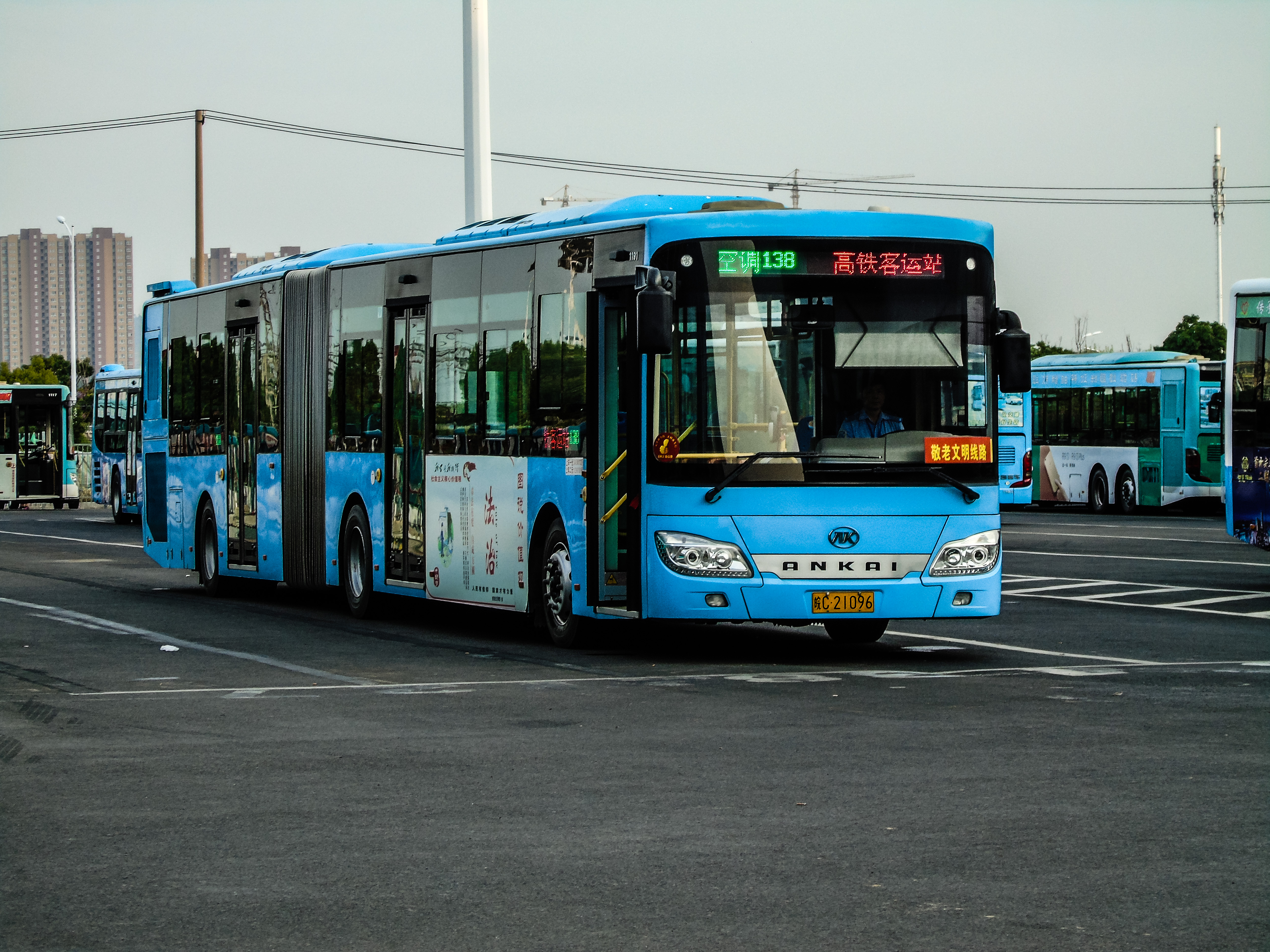
蚌埠公交使用的安凯HFF6180G02CE5压缩天然气18米铰接客车
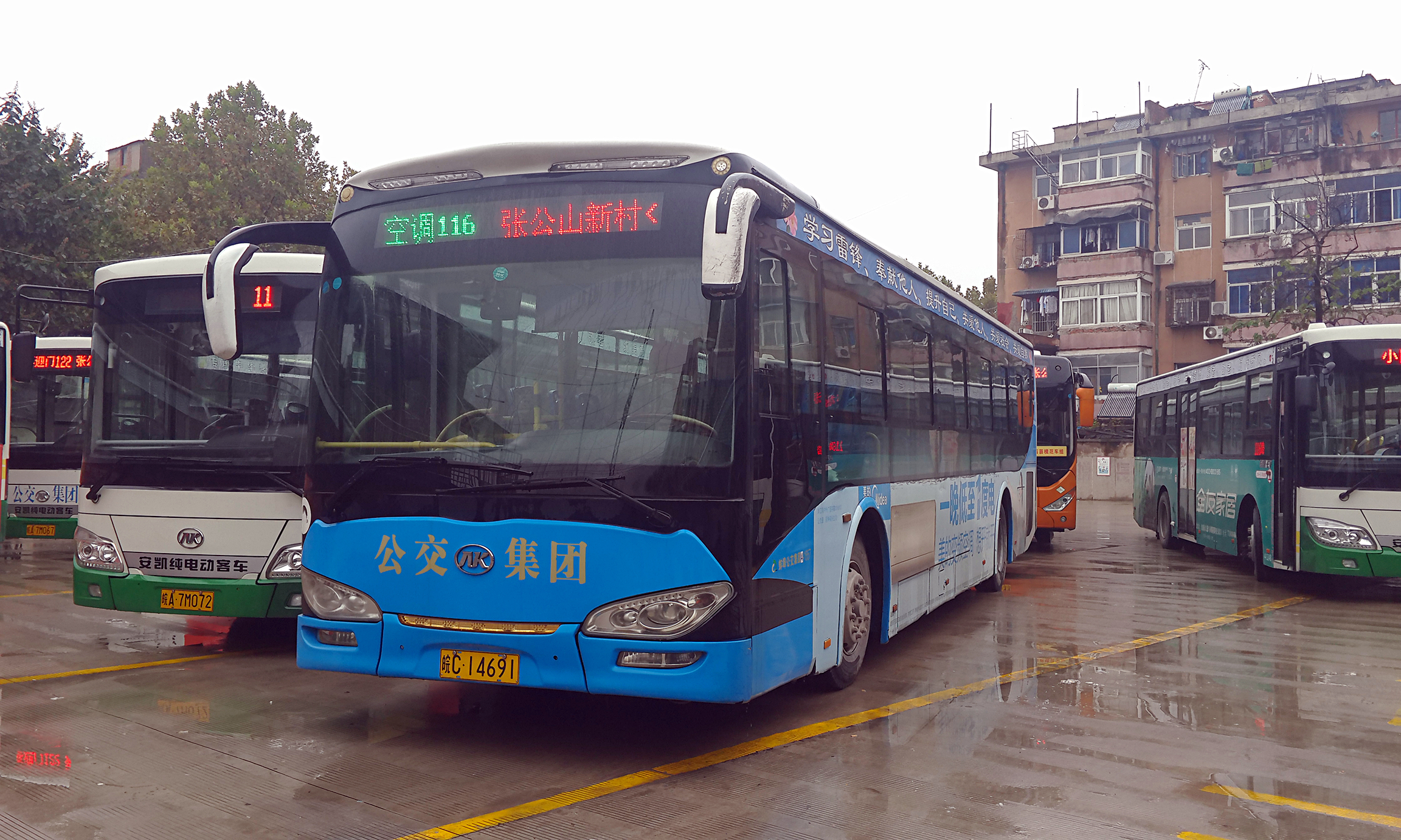
蚌埠公交使用的安凯HFF6124GZ-4型天然气客车
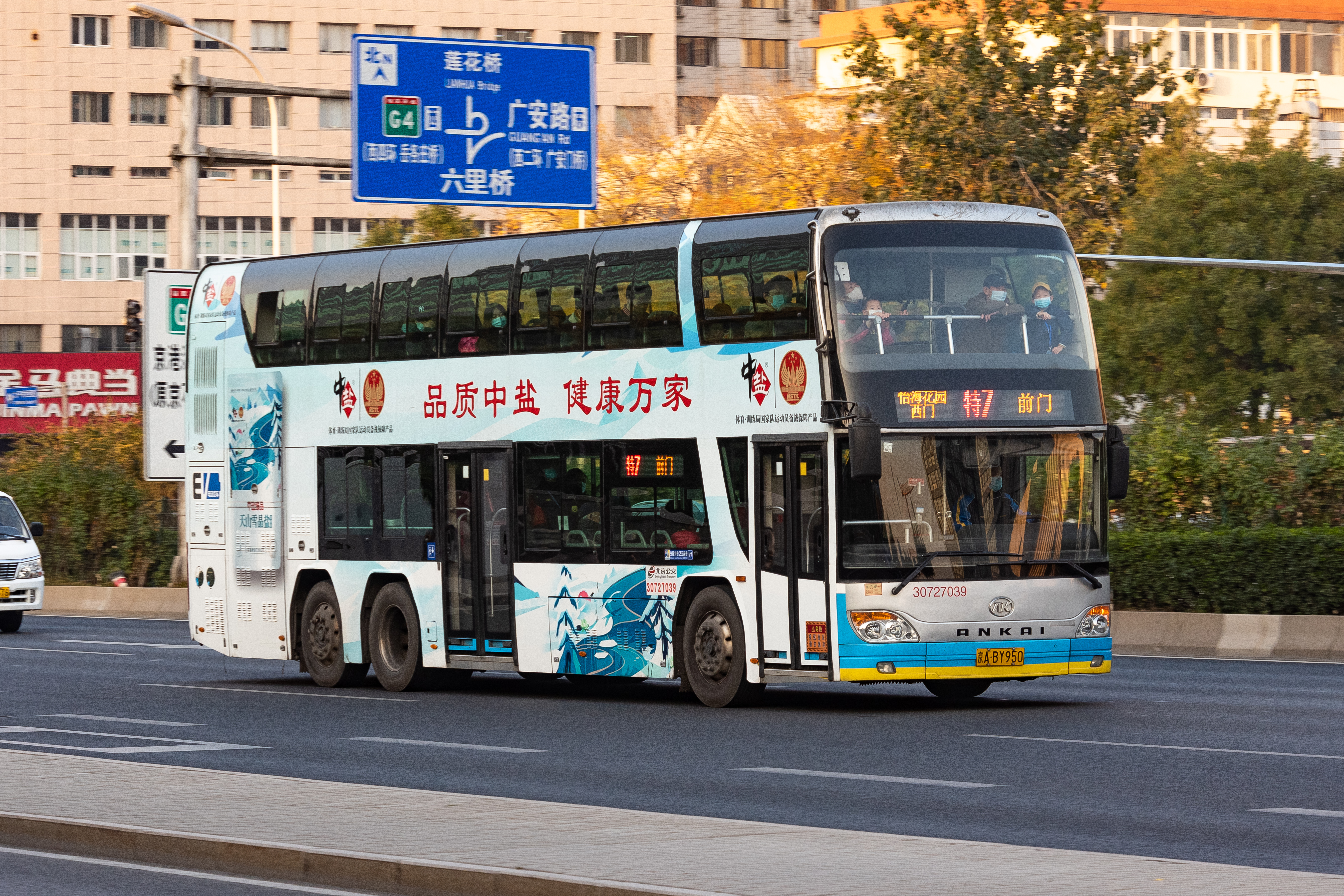
北京公交使用的安凯HFF6122GS03EV型纯电动双层客车